# Tipuri de meciuri de wrestling
În wrestling există o mulțime de tipuri de meciuri, fiecare cu specificul și caracteristicile sale. 
Articolul de față cuprinde o listă a celor mai cunoscute tipuri de meciuri de wrestling, cu o scurtă descriere a regulilor și condițiilor de desfășurare a fiecărui meci.

## Meciuri Single

### Classic Match
Classic Match este un meci în care este permisă numai folosirea mișcărilor de wrestling și de submission, însă sunt câteva mișcări de submission care nu sunt permise deoarece sunt periculoase. Victoria poate fi obținută prin pinfall, submission, knockout, count out sau descalificare.

### Catch-as-Catch-Can match
Catch-as-Catch-Can Match este un meci în care este permisă folosirea oricărei mișcări de submission deoarece acestea nu sunt făcute cu scopul de a răni adversarul. Victoria poate fi obținută prin pinfall, submission, knockout, descalificare sau count out. Uneori, meciul poate fi câștigat dacă adversarul atinge cu ambele picioara spațiul din afara ringului.

### Pinfall match
Pinfall Match este un meci în care victoria poate fi obținută doar prin pinfall.

### Submission match
Submission Match este un meci în care victoria poate fi obținută doar prin submission.

### Knockout match
Knockout Match este un meci în care victoria poate fi obținută prin knockout, count out sau descalificare.

### No Count Out match
No Count Out Match este un meci în care este permis ca wrestleri să stea în afara ringului un timp nelimitat. Victoria poate fi obținută prin pinfall, submission, knockout sau descalificare.

### Blindfold match
Meciurile de tip Blindfold se caracterizează prin faptul că fie unul, fie ambii wrestleri implicați în luptă concurează legați la ochi. În afară de acest aspect, întâlnirea se desfășoară sub regulile unui meci obișnuit de wrestling.
Blindfold Match este cunoscut și sub denumirea de "Prince of Darkness Match". Aceste meciuri au loc de obicei atunci când kayfabe-ul prevede că un wrestler este "orbit" de oponentul său prin diferite mijloace. Un exemplu relevant pentru acest tip de întâlniri este meciul dintre Jake "The Snake" Roberts și Rick Martel de la WrestleMania VII.

### Dark match
Un dark match este un meci care face parte dintr-un spectacol televizat de wrestling, dar care se desfășoară înainte de începerea spectacolului propriu-zis, nefiind transmis la televizor. Scopul lui este acela de a "încălzi" publicul, pregătindu-l pentru evenimentul ce va avea loc.

### Empty Arena match
Un meci desfășurat într-o arenă, în absența publicului spectator. Meciul fie este înregistrat și 
difuzat ulterior la televiziune, fie este difuzat în direct prin intermediul camerelor de filmat din 
arenă care urmăresc acțiunea din ring. Datorită costurilor ridicate (datorate închirierii unei arene 
fără a vinde bilete la spectacol) aceste meciuri sunt destul de rare. Cele mai cunoscute meciuri de 
acest tip sunt lupta dintre Jerry Lawler și Terry Funk și meciul pentru titlul WWF World Title dintre Mankind și The Rock.

### Falls Count Anywhere match
Într-un meci obișnuit de wrestling, câștigarea meciului prin pinfall sau submission se poate face doar dacă aceste manevre sunt efectuate în interiorul ringului. Într-un meci de tipul Falls Count Anywhere această regulă nu mai este valabilă, pin-ul sau câștigarea prin submission putând avea loc oriunde în incinta arenei unde se desfășoară meciul. În consecință, meciul nu poate fi pierdut prin countout, dar poate fi pierdut în unele cazuri prin descalificare, dacă unul din wrestleri ajunge să părăsească arena unde se desfășoară meciul (regula depinde în funcție de promoție). Sunt frecvente situațiile în care un meci de tipul "Falls Count Anywhere" este prevăzut și cu regula "No Disqualifications" (fără descalificări, transformându-l astfel într-un meci cu specific hardcore) pentru a le permite wrestlerilor să se folosească în luptă de obiectele pe care le găsesc în afara ringului.
O altă variantă a meciului conține o regulă conform căreia wrestlerul care a fost numărat prin pinfall pierde meciul doar dacă nu reușește să se întoarcă în ring într-un anumit interval de timp de la efectuarea pinfall-ului.
Există și meciuri în care este specificată clar locația în care este valabilă regula "Falls Count Anywhere" ( astfel, au existat meciuri "anywhere in the building", "anywhere in Chicago" și "anywhere on the Gulf Coast").

### Flag match
Într-un Flag Match, fiecare wrestler deține un steag plasat într-unul din colțurile ringului. Câștigătorul meciului este wrestlerul care reușește să ia steagul adversarului.
O variantă a meciului o reprezintă aceea în care cei doi wrestleri fac parte din promoții (divizii) diferite de wrestling și luptă pentru dreptul de a ridica steagul propriei promoții. Un astfel de meci a avut loc la evenimentul November to Remember al Extreme Championship Wrestling în 1997, între Rob Van Dam (reprezentând World Wrestling Federation) și Tommy Dreamer (reprezentând Extreme Championship Wrestling).
Un Anthem Match este un Flag Match care prevede la sfârșitul meciului intonarea imnului echipei învingătoare.

### Handicap match
Un meci în care un wrestler sau o echipă de wrestleri trebuie să lupte cu un grup de wrestleri superior numeric (spre exemplu, doi wrestleri împotriva unuia). De cele mai multe ori, în meciurile doi contra unu, cei doi wrestleri luptă folosind regulile de la meciurile pe echipe (tag team matches).

### Hangman's Horror match
Scopul acestui meci este acela de a-l strânge de gât pe adversar cu ajutorul unei zgarde, până când acesta nu mai poate continua lupta. Meciul a fost creat de Raven pentru a sfârși feuda ce o avea cu Vampiro.

### "I Quit" match
Într-un meci de tipul "I Quit", singura modalitate prin care un wrestler poate câștiga lupta este să-și facă adversarul să renunțe, spunând cuvintele "I Quit" ("Renunț"). În general, când un wrestler își doboară adversarul sau îi aplică o manevră de submission, ia un microfon aflat în apropiere și îi cere oponentului să spună "I Quit!".

### Inferno match
Acest meci prevede ca ringul să fie înconjurat de foc, controlat cu atenție de personalul din jurul ringului. Pentru a câștiga meciul, un wrestler trebuie să îi dea foc adversarului său. Până în prezent, la meciurile de acest tip unul din participanți a fost întotdeauna Kane.La Summerslam 2013 a avut loc un meci intre Kane si Bray Wyatt in care ringul a fost inconjurat de foc dar se putea castiga doar prin pifall sau facand adversarul sa cedeze.

### Iron Man match
Un Iron Man match prevede că wrestlerul cu cele mai multe victorii obținute prin pinfall, submission sau countout într-un anumit interval de timp prestabilit este declarat câștigător. Dacă după respectivul interval de timp există o situație de egalitate, unul din wrestleri poate cere prelungirea meciului cu aplicarea regulii morții subite (cine obține primul victoria câștigă întâlnirea). Dacă celălalt wrestler (sau după caz un oficial/arbitru) acceptă cererea, meciul este prelungit cu un interval de timp ce variază de obicei între 30 de minute și o oră.

### Lumberjack match
Un Lumberjack Match este un meci în care ringul este înconjurat de un grup de wrestleri, cunoscuți sub numele generic de "lumberjacks" (termen care în română echivalează cu o persoană care se ocupă cu prelucrarea lemnului și a cherestelei). Aceștia au rolul de a-i împiedica pe wrestlerii care dispută meciul să părăsească ringul sau să piardă meciul prin countout.
Un meci Lumberjack clasic presupune prezența unui amestec de wrestleri heel și face, așezați în părți opuse ale ringului. Aceștia nu îi atacă în mod obligatoriu pe protagoniștii meciului (deși de cele mai multe ori acest lucru se întâmplă), cele două tabere putând să se atace una pe alta, în funcție de modul în care este prevăzută evoluția storyline-ului. Situația des întâlnită este aceea în care wrestlerii heel îl atacă pe wrestlerul face participant în meci și îl ajută pe participantul heel să revină în ring atunci când acesta este pus în situația de a pierde meciul prin countout.
O variantă a meciului o constituie Canadian Lumberjack Match, în care wrestlerii de pe marginea ringului sunt echipați cu curele din piele. TNA a organizat o variantă a acestui meci în care fanii erau puși în rolul de "lumberjacks", meciul fiind numit Fan's Revenge Lumberjack Match (sau Belting Pot Match).
În cazul în care grupul de "lumberjacks" este format din femei, meciul este cunoscut sub denumirea de Lumberjill Match sau Diva Lumberjack match.

### (Move) match
Un meci de acest tip prevede că întâlnirea poate fi câștigată doar în urma aplicării unei anumite manevre de wrestling iar meciul primește numele acelei tehnici (de exemplu "Chokeslam Challenge",  "Bodyslam match", etc.)
De obicei, manevra aleasă este chiar cea pe care unul sau ambii wrestleri o folosesc ca finisher move, caz în care meciul se numește "Finisher Match". Deseori se prevede ca în urma unui asemenea meci, wrestlerul care a pierdut nu mai are dreptul să folosească acea manevră pe viitor.

### No Disqualification match
Un No Disqualification match este un meci care se desfășoară fără descalificări, fiind permisă 
folosirea în luptă a obiectelor străine și intervenția altor persoane în desfășurarea meciului. 
Diferența dintre un "No Disqualification match" și un meci hardcore este că într-un meci "No Disqualification", victoria (prin submission/pinfall) trebuie obținută în interiorul ringului.

### (x) Rules match
Un Rules Match este un meci în care un wrestler (de obicei un heel) îl provoacă pe un alt wrestler la un meci care se desfășoară sub anumite reguli, dar nu precizează de la început care sunt acele reguli. Pe parcursul meciului, o altă persoană din anturajul wrestlerului heel anunță regulile și schimbările de regulament, menite să-l favorizeze pe heel. Dacă această persoană nu există, atunci wrestlerul însuși poate coborî la masa oficialilor pentru a-i informa despre noile reguli ale meciului.

### Scaffold match
Un Scaffold match este un meci care se desfășoară pe o schelă construită deasupra ringului. Există două modalități prin care se poate câștiga meciul : fie prin aruncarea adversarului de pe schelă astfel încât acesta să lovească suprafața ringului, fie prin capturarea steagului oponentului aflat în partea acestuia de schelă și aducerea lui în zona proprie. Schela în cauză nu are o suprafață foarte mare, astfel încât manevrele de wrestling sunt oarecum limitate.
O variantă a acestui tip de meci o reprezintă Scaffold Cage Match, în care ringul este înconjurat cu o cușcă metalică. Wrestlerii luptă până când unul din ei cade în ring,singura modalitate de câștigare a luptei fiind prin pinfall.
Federația Total Nonstop Action Wrestling a organizat o altă variantă a acestui meci, numită Elevation X, în care schela este formată din două părți care se intersectează și formează litera "X".

### Special Referee
Meci cunoscut și sub denumirea de Special Guest Referee; este un meci care are în postura de arbitru o altă persoană decât oficialii federației, cum ar fi celebrități ( de exemplu Muhammad Ali la main eventul de la WrestleMania I), manageri sau alți wrestleri. De cele mai multe ori, arbitrul special numit tinde să intervină și să favorizeze unul din wrestlerii implicați în meci.

#### Special Outside Referee
Cunoscut și sub numele de Special Enforcer sau Special Guest Enforcer, este un meci asemănător cu Special Referee Match, cu deosebirea că arbitrul special stă în afara ringului. Acesta  are rolul de a observa evenimentele din timpul meciului care scapă privirii arbitrului din ring și de a se asigura că nu va avea loc nici o altă intervenție exterioară în meci din partea unei alte persoane.
Cele mai cunoscute personalități care au avut rolul de "special enforcer" au fost Mike Tyson în meciul dintre Stone Cold Steve Austin și Shawn Michaels de la WrestleMania XIV și Chuck Norris, în meciul dintre The Undertaker și Yokozuna la Survivor Series 1994.

### Strip matches
Există două tipuri de meciuri de wrestling în care victoria poate fi obținută prin dezbrăcarea adversarului: Bra and Panties Match și Tuxedo Match.
Tradițional, aceste meciuri erau disputate între manageri sau însoțitori ai wrestlerilor, care erau considerați ca fiind lipsiți de abilități sportive. Din cauza acestui fapt, dar și datorită faptului că există foarte puține femei în wrestling antrenate și capabile să ducă la bun sfârșit un meci propriu-zis de wrestling, acest tip de meci a ajuns să fie numit și "diva match".

#### Bra and Panties match
Meciul de tipul Bra and Panties este caracteristic femeilor. Pentru a câștiga un astfel de meci, participanta trebuie să-și dezbrace adversara până când aceasta rămâne îmbrăcată doar în sutien și lenjerie intimă. O variantă a acestui meci o reprezintă Buck Naked match, în care pentru a învinge, oponenta trebuie dezbrăcată complet.

#### Tuxedo match
Tuxedo Match este varianta masculină a meciului Bra and Panties. Cei doi participanți (de obicei manageri ai wrestlerilor sau crainici) intră în meci îmbrăcați într-un sacou, modalitatea de câștigare a meciului fiind dezbrăcarea oponentului de sacou. Acest tip de meci a fost foarte popular în anii '80.

### Ultimate X match
Ultimate X match este un meci creat de Total Nonstop Action Wrestling și este caracteristic Diviziei X a TNA. Meciul are anumite reguli specifice și se dispută între trei sau patru wrestleri care luptă pentru a intra în posesia unui obiect suspendat de-asupra ringului (de obicei centura de campion al Diviziei X).

## Meciuri non-wrestling

### Arm wrestling match
un arm wrestling este un match de wrestling folosind doar mâinile

### Boxing match
Este un meci în care se aplică regulile clasice ale unui meci de box, deși de fiecare dată se ajunge să se devieze de la acestea și să se apeleze la tehnici de wrestling.

### Pillow fight
Un meci între două femei, în care pernile pot fi folosite pe post de arme. În ring sunt aduse un pat și mai multe perini. Se aplică regulile standard ale unui meci de wrestling, deși de obicei aceste meciuri nu conțin foarte multe manevre și tehnici caracteristice unui meci de wrestling.
Există și varianta de Lingerie Pillow Fight, în care paticipantele implicate în luptă sunt îmbrăcate doar în lenjerie intimă.

### Sumo match
Corzile ringului sunt înlăturate și se aplică regulile unui meci de sumo : primul participant care 
pășește în exteriorul ringului sau care atinge podeaua ringului cu o parte a corpului său în afară de 
talpa piciorului pierde meciul. Aceste întâlniri au o durată de desfășurare destul de scurtă în 
comparație cu meciurile clasice de wrestling.

## Meciuri cu prevederi speciale

### Loser Leaves Town match
Wrestlerul care pierde meciul este obligat să părăsească orașul în care a disputat meciul sau federația în care a evoluat. Meciul e întâlnit des în federațiile regionale, pentru a justifica plecarea unui wrestler din rosterul federației.

### Luchas de Apuestas
Orice meci în care cei doi wrestleri pun ceva în joc, cum ar fi un titlu de campion sau masca pe care o poartă pe față. Este un meci foarte popular în Mexic, unde păstrarea măștii sau părului țin de mândria fiecărui atlet. În cazul în care meciul se termină cu o remiză, ambii wrestleri pierd ceea ce au pariat.
"Luchas de Apuestas" poate fi tradus ca "lupte cu pariuri". Iată câteva variante de meciuri de acest tip :

#### Hair vs. Mask match
Un meci în care se confruntă un wrestler cu părul lung și un wrestler mascat. Învinsul fie își pierde 
masca, fie este tuns scurt sau ras în cap. Meciul este întâlnit în Mexic cu denumirea Máscara contra Cabellera.

#### Hair vs. Hair match
Un meci păr vs. păr, în care învinsul este tuns scurt sau ras în cap. În Mexic este cunoscut sub 
numele de Cabellera contra Cabellera. Una dintre cele mai faimoase dispute de acest tip din Statele Unite a avut loc la WrestleMania 23, între patronul WWE Vince McMahon și magnatul american Donald Trump.

#### Hair vs. Title match
Un meci de tipul păr vs. titlu, în care wrestlerul învins fie își pierde titlul, fie este tuns.

#### Mask vs. Career
Un meci de tipul mască vs. carieră, în care învinsul fie este demascat, fie este forțat să se retragă din activitate.

#### Mask vs. Mask match
Un meci de tipul "mască vs. mască", în care wrestlerul învins își pierde masca. În Mexic este numit Máscara contra Máscara și poate fi meciul cel mai important din cariera unui wrestler, în condițiile în care fiecare wrestler își începe cariera mascat. Sunt puțini atleți care reușesc să rămână mascați până la sfârșitul activității lor, cum ar fi Mil Máscaras sau El Hijo del Santo. În Mexic este prevăzut prin lege că odată ce wrestlerul și-a pierdut masca nu mai are dreptul să concureze cu gimmick-ul respectiv mascat. Comisia de box și wrestling din Mexic supraveghează îndeaproape respectarea acestei legi și aplică sancțiuni dure de fiecare dată când se constată abateri.

#### Mask vs. Title match
Wrestlerul învins fie își pierde titlul, fie este nevoit să renunțe la mască.

### Retirement match
Un Retirement match este un meci organizat în cinstea unui wrestler care se retrage din activitate.
În storyline însă, un astfel de meci poate fi o confruntare în urma căreia un wrestler este forțat să se retragă, fiind cunoscut și sub numele de Pink Slip Match sau You're Fired Match.
Totuși, există și situații în care în urma unui astfel de meci, wrestlerul învins nu se retrage. Meciul reprezintă doar un pretext folosit pentru a-i permite wrestlerului să-și onoreze alte obligații ce țin de viața personală a acestuia. După o anumită perioadă de timp, wrestlerul se întoarce în ring fie cu fostul său personaj, fie cu un nou gimmick.

## Meciuri desfășurate în locații speciale

### Bar Room Brawl
Un meci Bar Room Brawl este disputat într-un bar și combină wrestlingul hardcore cu un concurs de băut. Wrestlerul pierde meciul dacă este învins în oricare din cele două competiții.

### Boiler Room Brawl
Un meci de tipul Boiler Room Brawl se dispută în încăperea unde se află sistemul de încălzire al unei clădiri (camera boilerelor), de obicei arena sportivă unde se desfășoară spectacolul de wrestling. Este permisă folosirea în luptă a oricăror obiecte din acea încăpere. În World Championship Wrestling meciul a fost cunoscut și sub denumirea de "The Block".

### King of the Road
King of the Road a fost un meci care s-a disputat în cadrul pay-per-view-ului WCW Uncensored din 1995. Wrestlerii se aflau la capătul unei platforme atașate unui camion aflat în mișcare. Aceștia trebuiau să avanseze pe acea platformă până la un claxon, câștigătorul meciului fiind primul wrestler care reușea să sune cu ajutorul claxonului. Meciul din 1995 este singurul de acest fel disputat până  acum.

### Parking Lot Brawl
Un meci de tipul Parking Lot Brawl se desfășoară într-o parcare. Participanții sunt înconjurați de mașini iar victoria se poate obține prin pinfall. O variantă a acestui meci o reprezintă Iron Circle Match, în care scopul wrestlerilor este acela de a ieși din cercul format de mașinile care îi înconjoară. Un astfel de meci a avut loc la pay-per-view-ul WWF Fully Loaded 1999, între Ken Shamrock și Steve Blackman.

## Meciuri bazate pe închiderea adversarului

### Ambulance match
La un Ambulance Match o ambulanță este plasată în imediata apropiere a ringului, singura modalitate de a câștiga un astfel de meci fiind introducerea adversarului în autovehicul.Și închiderea ambelor uși .In wwe ultimul astfel de meci a avut loc intre Dean Ambrose si Bray Wyatt la raw fiind primul meci Ambulance din istoria wwe care are loc la raw.

### Buried Alive match
Un Buried Alive Match este un tip de meci întâlnit în federația World Wrestling Entertainment. Scopul meciului este acela ca wrestlerul să-și îngroape complet adversarul într-un așa-zis "mormânt", un loc special amenajat în arena unde se desfășoară gala de wrestling. Câștigătorul este desemnat în momentul în care arbitrul meciului constată că unul din participanți a fost îngropat "de viu" în mormânt.
În aceste confruntări nu există countout sau descalificări și este permisă folosirea obiectelor străine. Buried Alive match este un meci creat de Undertaker, care a participat până acum în toate meciurile de acest tip organizate până acum.

### Casket match

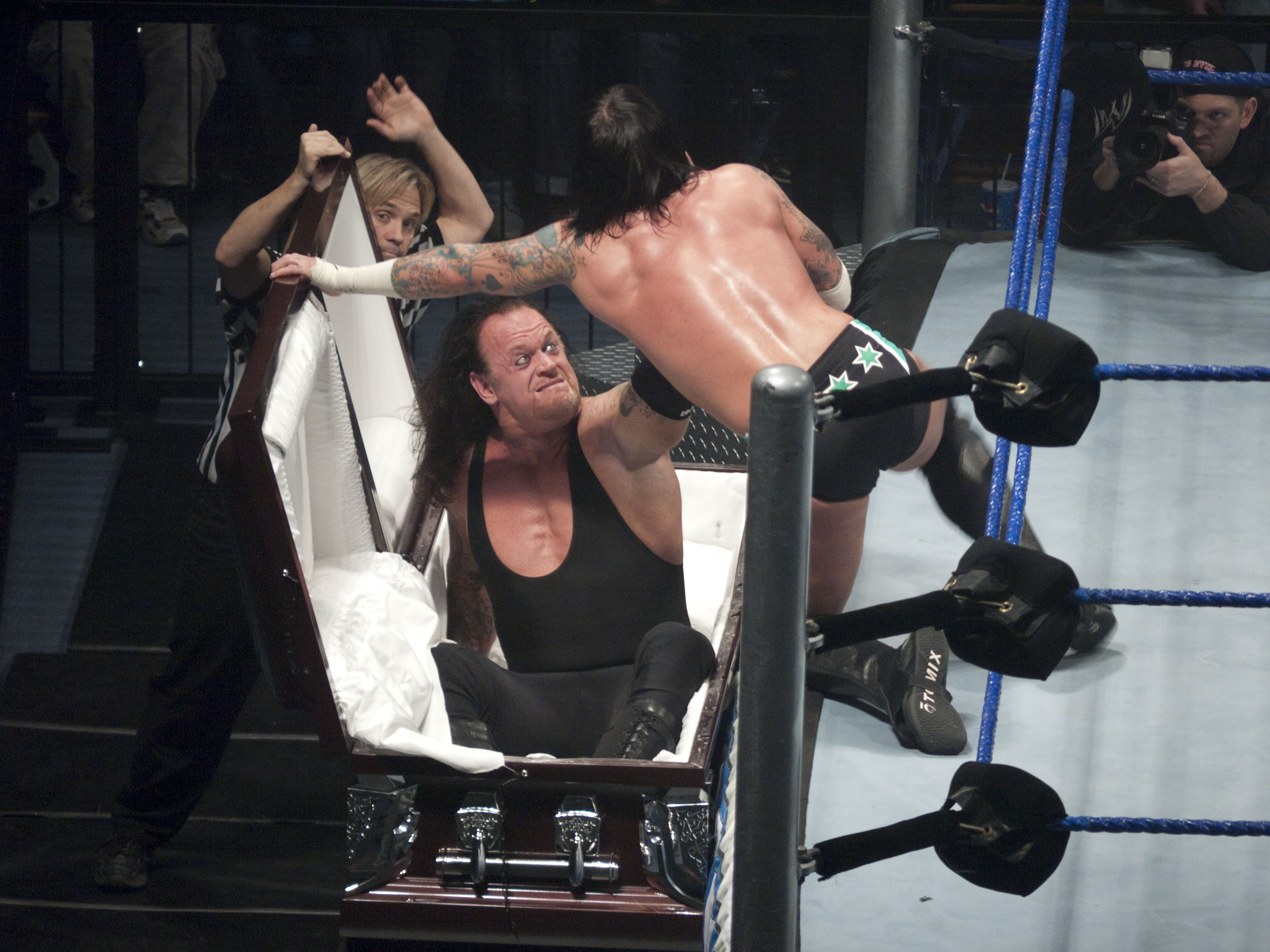
The Undertaker într-un casket match împotriva lui CM Punk

Un Casket Match presupune existența unui sicriu în vecinătatea ringului. Pentru a câștiga meciul, wrestlerul trebuie să-și bage adversarul în coșciug și să-i închidă capacul. Marele protagonist și cel care a creat acest tip de meci este The Undertaker, care a participat până acum la 13 astfel de meciuri. Primul Casket match a avut loc la Survivor Series (1992), Undertaker învingându-l pe Kamala.
O variantă a acestui tip de meci este Coffin Match. Deosebirea față de un Casket match clasic este că într-un astfel de meci, oponentul trebuie învins prima dată prin pinfall sau submission și abia apoi poate fi introdus în coșciug.

### Last Ride match
La un Last Ride Match un dric este adus în apropierea ringului, singura modalitate de a câștiga întâlnirea fiind introducerea adversarului în dric. Creatorul acestui tip de meci este The Undertaker.

### Stretcher match
Pentru a câștiga un Stretcher match, wrestlerul trebuie să-și pună adversarul pe o targă (în engleză - stretcher) și să îl lege de aceasta. Este un tip de meci fără descalificări, pinfall sau submission iar folosirea oricăror obiecte străine este permisă. Un astfel de meci a avut loc la pay-per-view-ul WWE One Night Stand, între Randy Orton și Rob Van Dam.

## Meciuri cu obiecte străine

### Handcuff match
Într-un Handcuff match, wrestlerul trebuie să recupereze o pereche de cătușe ("handcuffs") cu care trebuie să-și imobilizeze adversarul.

### Ladder match
Un Ladder Match este un meci în care deasupra ringului este suspendat un obiect (de obicei o centură sau o servietă). Câștigătorul meciului este desemnat primul wrestler care reușește să urce pe o scară și să ia obiectul suspendat.

#### King of the Mountain match
King of the Mountain este un Ladder match desfășurat invers : scopul wrestlerilor este acela de a agăța o centură deasupra ringului, folosindu-se de o scară. Condiția cu care un wrestler poate încerca să agațe centura este ca acesta să-și fi învins anterior cel puțin unul din adversari prin pinfall.

### (Object) on a Pole match
Un (Object) on a Pole Match este similar cu un Ladder match, cu excepția faptului că obiectul suspendat este plasat într-unul din colțurile ringului, pe un stâlp metalic. La fel ca într-un Ladder match, dacă obiectul în cauză este unul legat de storyline (de exemplu o centură de campion sau un diplomat) atunci câștigătorul este cel care ia primul acel obiect.
În colțurile ringului pot fi plasate și obiecte străine care pot fi folosite ca arme pe parcursul luptei. 
Un astfel de meci este Hockey Stick Fight, organizat de federația Total Nonstop Action Wrestling, în care în cele șase colțuri ale ringului sunt suspendate crose de hochei. Alteori, în unul din colțuri este plasat pe lângă aceste obiecte străine și un obiect de storyline, care odată obținut garantează victoria. Un exemplu în acest sens este San Francisco 49er Match organizat de promoția World Championship Wrestling, în care centura WCW World Heavyweight Championship a fost suspendată într-unul din colțurile ringului, iar în celelalte trei colțuri au fost puse cutii cu diferite obiecte străine. Meciul ia deseori denumirea obiectului de storyline suspendat.
TNA a organizat pe data de 2 noiembrie 2006 o variantă a acestui meci numită Weapons or Escape Four-Corners Pole Match, între Christian Cage și Rhino. Obiectele suspendate în cele șase colțuri ale ringului care au fost obținute de către wrestleri pe parcursul luptei au putut fi folosite în meciul Barbed Wire desfășurat ulterior.
Biker Chain Match este un alt meci de tipul (Object) on a Pole, în care într-unul din colțurile ringului este suspendat un lanț. Acest tip de meci a fost disputat de Undertaker și Brock Lesnar.

### Tables match
Pentru a câștiga un Tables Match (meci cu mese), wrestlerul trebuie să-și arunce adversarul printr-o o masă astfel încât aceasta să se rupă în două. Regulile privind înfrângerea în meciurile pe echipe variază - în unele situații trebuie ca ambii wrestleri să fie aruncați prin mese, în alte cazuri este suficient dacă unul din membrii echipei a fost aruncat.
De cele mai multe ori un astfel de meci este prevăzut să se desfășoare fără descalificări, confruntarea transformându-se într-una hardcore. Această variantă de meci poate fi întâlnită și sub numele de Hardcore Table Match.
În unele meciuri pe echipe, căderea prin masă se consideră a fi o eliminare valabilă doar dacă este provocată de o acțiune a unui adversar al wrestlerului. Dacă unul din wrestleri se aruncă voit printr-o masă, înfrângerea nu este valabilă.
O altă variantă o reprezintă Flaming Tables Match, un meci specific federației Extreme Championship Wrestling, în care mesele prin care trebuiesc aruncați wrestlerii sunt în flăcări.
Într-un Double Tables Match, adversarul trebuie aruncat prin două mese așezate una peste alta, iar într-un High Impact Tables Match, acesta trebuie aruncat printr-o masă așezată pe o suprafață elevată.
Meciurile cu mese au fost popularizate de către echipa Dudley Boyz în ECW și mai apoi au fost preluate de către WWE, care a programat astfel de meciuri cu precădere în perioada 1999-2005.

### Tables, Ladders and Chairs match
Meciul Tables, Ladders and Chairs (abreviat "TLC Match") permite folosirea în luptă a meselor,  scărilor și scaunelor, aflate în jurul ringului. Aceste meciuri pot fi finalizate prin pinfall, sau prin obținerea unui obiect suspendat, la fel ca în cazul unui Ladder match.

### Taped Fist match
Un meci în care ambii wrestleri își bandajează pumnii pentru a provoca lovituri mai puternice adversarului, fără a se răni la mâini.
O variantă a acestui meci este Taipei Death Match, în care pumnii bandajați sunt unși cu super-glue și mai apoi sunt trecuți prin cioburi de sticlă.

### Texas Bullrope match
Într-un Texas Bullrope Match, cei doi wrestleri participanți sunt legați unul de celălalt cu o frânghie. Frânghia precum și orice alt obiect legat de ea pot fi folosite ca arme pe parcursul luptei, dar nu este permisă folosirea ei pentru sufocarea adversarului. Din această cauză, în cadrul acestui tip de meci, victoriile prin submission nu sunt permise, modalitatea de câștigare a meciului fiind prin pinfall sau prin atingerea consecutivă a tuturor celor patru bare metalice ale ringului. Wrestlerul este descalificat dacă se dezleagă de frânghia cu care este prins înainte ca meciul să fi luat sfârșit. De obiecei, de frânghia care îi leagă pe cei doi wrestleri se prinde un clopot.
În funcție de modul în care cei doi wrestleri sunt legați, alte variații ale acestui meci sunt :
- Dog Collar Match, în care wrestlerii sunt prinși de gât cu un lanț
- Chain Match, în care wrestlerii sunt prinși de talie cu un lanț
- Chain Fury Match, în care corzile ringului sunt înlocuite cu lanțuri iar protecțiile barelor de metal din colțurile ringului sunt înlăturate. Wrestlerii sunt legați fie de gât, fie de talie.
- Short Leash, în care wrestlerii sunt legați de picior cu una sau două lese. Meciul poate fi câștigat fie prin knockout, fie prin submission.

## Meciuri desfășurate în spații închise

### Elimination Chamber match

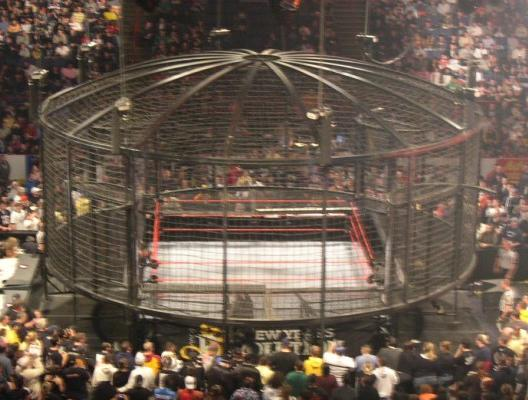
Structura cuștii folosită în cadrul meciurilor Elimination Chamber

Elimination Chamber este un meci în care ringul și suprafața din jurul acestuia sunt înconjurate de o cușcă rotundă, făcută din lanțuri, prevăzută cu patru celule din plexiglass în care sunt închiși patru wrestleri. La începutul meciului, doi wrestleri sunt deja prezenți în ring, urmând ca la intervale de câteva minute, un wrestler dintr-o celulă să fie eliberat.
Wrestlerii sunt eliminați unul câte unul, prin pinfall sau submission. Câștigător este desemnat cel care reușește să rămână singur în cușcă. Acesta este meciul semnătură al companiei World Wrestling Entertainment.

### Hell in a Cell match
Hell in a Cell este un meci fara reguli, în care ringul este înconjurat de o cușcă metalică patrata cu acoperisi, inalta de 6.7 metri, care îngrădește ringul și inca o suprafață de un metru din spațiul din jur, pentru a le permite wrestlarilor sa se foloseasca de armele care se afla sub ring. Victoria poate fi obținută prin pinfall sau submission. Acest meci poate fi văzut în cadrul companiei World Wrestling Entertainment .Exemple de astfel de meciuri  in wwe sunt: meciul dintre Randy Orton si John Cena de la Hell in a Cell 2009,meciul dintre Kane si Undertaker de la Hell in a Cell 2010,meciul dintre Seth Rollins si Dean Ambrose de la Hell in a Cell 2014,meciul dintre Mankind si Undertaker considerat unul dintre cele mai brutale meciuri din istoria wwe.

### Lion's Den match
Lion's Den este un meci cu regulile adaptate artelor marțiale, în care un ring special făcut pentru aceste meciuri este înconjurat de o cușcă metalică, cu 12 laturi, care nu are acoperiș. Meciul este disputat între doi wrestleri iar victoria poate fi obținută prin knockout sau submission. Cușca folosită în cadrul acestui meci aduce aminte de meciurile similare organizate de promoția Ultimate Fighting Championship.

### Substance match
Substance este un meci în care podeaua ringului este înlocuită cu un bazin plin cu diferite substanțe, de exemplu noroi, lapte, budincă sau jeleu, caz în care meciul ia numele acestora. Meciul este disputat între două dive, iar victoria poate fi obținută doar prin abandon deoarece într-un asemenea meci este imposibila executarea unui pinfall sau submission, cu excepția cazurilor în care meciul este disputat într-un bazin gonflabil din afara ringului.

### Hog Pen match
Hog Pen este un meci care se desfășoară într-un container plin cu nămol și gunoi de grajd de porc, care se află lângă rampa de intrare din arenă. De asemenea, în acel container se află și câțiva purcei. Este permisă folosirea armelor și sunt permise interventiile altor wrestleri, iar victoria poate fi obținută prin pinfall sau submission. Până acum au avut loc doar două asemenea meciuri.

### Punjabi Prison match

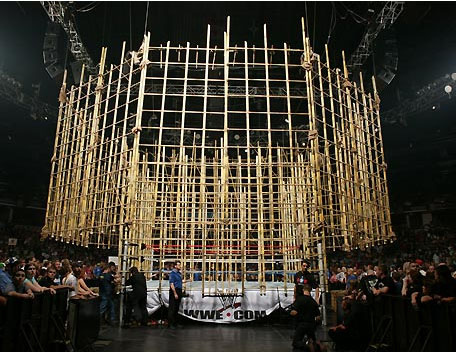
Structura cuștilor folosite în cadrul meciurilor Punjabi Prison

Punjabi Prison este un meci în care ringul este înconjurat de două cuști, prima fiind pătrată, înaltă de 5.3 metri, iar a doua octogonală, înaltă de 6.7 metri, confecționate din bambus. Meciu poate fi disputat între doi wrestleri iar scopul meciului este acela de a ieși din cele două cuști, câștigător fiind declarat primul wrestler care atinge podeaua din afara cuștilor cu ambele picioare. Acest meci poate fi văzut în cadrul companiei World Wrestling Entertainment.Un astfel de meci a avut loc in wwe intre Batista si The Great Khali si intre Undertaker si Big Show.

### Rage in the Cage match
Rage in the Cage este un meci ce are loc într-o cușcă metalică de formă octogonală și este folosit de obicei în cazul meciurilor care sfârșesc o feudă. De obicei, victoria se obține prin pinfall. Meciul de tipul Rage in the Cage se poate referi de asemenea și la un meci organizat de către federațiile independente IPW și NWA Florida, în care 20 de wrestleri iau parte la un Battle Royal în interiorul unei cuști metalice. Wrestlerii sunt încurajați să aducă obiecte străine în ring. Un wrestler poate fi eliminat dacă este aruncat în afara cuștii, câștigătorul fiind desemnat cel care rămâne singur în cușcă.

### Cage of Death match
Cage of Death este un meci hardcore, în care suprafața ringului este înconjurată de o cușcă metalică fără acoperiș, făcută din bare de oțel. În cușcă se află o mulțime de arme, de la scaune și mese la sticlă și foarfece. Pe cușcă se află o platformă de lemn pe care se pot urca wrestleri ca să execute mișcări de mare impact. Lângă ring se află mai multe construcții din mese și scaune. O altă variantă implică încă un ring plin cu piuneze. Legătura între cele două ringuri se face printr-o platformă suspendată, făcută din panouri din sârmă. Meciul poate fi disputat între mai mulți wrestleri sau pe echipe, iar victoria poate fi obținută prin pinfall. Acesta este meciul semnătură al companiei Combat Zone Wrestling.

### Asylum match
Asylum este un meci fără reguli, în care ringul este înconjurat de o cușcă asemănătoare cu cea folosită în cadrul meciurilor Hell in a Cell, înaltă de 8.3 metri. O parte a cuștii este făcută din sârmă de pui, cu arme legate cu sfoară de ea, una din sârmă de gard, cu cioburi de sticlă lipite de ea, una electrificată și asemănătoare cu peretele unei Thundercage, iar partea cu ușa din sârmă ghimpată. După ce toți competitorii sunt înăuntru, ușa este sudată și încătușată cu lanțuri pentru a elimina orice posibilitate de evadare. Victoria poate fi obținută doar prin submission. Acest meci poate fi văzut în cadrul companiei WVWF.

### Steel Asylum match
Steel Asylum este un meci în care cușca de forma hexagonala, făcută din bare de oțel roșii înconjoară doar ringul. La acest meci iau parte toți wrestleri din Divizia X, de obicei pentru o șansă la TNA X Division Championship. Victoria poate fi obtinuta doar prin evadarea din cușca prin mica gaura care se afla în vârful acoperisului cuștii. Un asemenea meci poate fi văzut doar în compania Total Nonstop Action.

### Steel Cage Match
Steel Cage este un meci în care suprafața ringului este înconjurată de o cușcă metalică fără acoperiș, înaltă de 3.3 metri, confecționată fie din panouri din sârmă fie din bare metalice de oțel. Victoria poate fi obținută fie prin pinfall sau submission, fie prin evadarea din cușcă. Acest meci poate fi văzut mai ales în cadrul companiilor World Wrestling Entertainment și Total Nonstop Action. Acest meci are cinci variante:
- Steel Cage match, în care cușca pătrată înconjoară doar suprafața ringului, iar victoria poate fi obținută prin pinfall, submission sau evadarea din cușcă și atingerea podelei cu ambele picioare. Un asemenea meci poate fi văzut în compania World Wrestling Entertainment.
- Barbed Wire Steel Cage Match, în care diferența față de un Steel Cage Match este faptul că partea de sus a cuștii este înfășurată în sârmă ghimpată, iar ușa cuștii este închisă cu lacătul.
- Six Sides of Steel Match, în care cușca este una hexagonală, aceasta fiind varianta Steel Cage Match din compania Total Nonstop Action Wrestling, unde ringul este unul cu șase laturi.
- Six Sides of Steel Barbed Wire Cage Match, în care diferența față de un Six Sides of Steel Match este faptul că partea de sus a cuștii și colțurile ei sunt înfășurate în sârmă ghimpată, victoria putând fi obținută doar prin pinfall sau submission.
- Doomsday Chamber of Blood Match, în care partea de sus a cuștii hexagonale este acoperită de sârmă ghimpată, iar victoria poate fi obținută prin pinfall, submission sau knockout doar dacă adversarul sângerează.

### Thundercage match
Thundercage este un meci în care ringul este înconjurat de o cușcă foarte înaltă, fără acoperiș, făcută din bare de oțel, care îngrădește ringul și inca o suprafață din spațiul din jur. Marginile de sus ale cuștii sunt curbate pentru a împiedica evadarea, așa că victoria poate fi obținută doar prin pinfall sau submission. Compania mexicană AAA a creat o variantă a acestui meci în care pentru a câștiga wrestlerul trebuie să iasă din cușcă printr-o mică gaură situată în mijlocul acoperișului. În AAA, acest meci este de obicei disputat între mai mulți wrestleri, iar ultimul care rămâne în cușcă își pierde părul sau masca.

### Thunderdome match
Thunderdome este un meci fara reguli, în care ringul este înconjurat de o Thundercage. Partea de sus a cuștii este electrificată, singurul mod de a câștiga fiind prin abandon, când managerul unuia din wrestleri, aflat în exteriorul cuștii, aruncă prosopul alb în semn de înfrângere. Într-o altă variantă a acestui meci, fiecare concurent numărat este legat de cușcă cu o perechie de cătuși. Ultimului rămas neîncătușat îi este dată o cheie pentru a-și elibera colegii și a-i ataca pe adversarii lor, care sunt încă încătușați.

### Electrified Cage match
Electrified Cage este un meci în care ringul este înconjurat de o Thundercage complet electrificată. Curentul electric este întrerupt la anumite intervale de timp, iar singura modalitate de câștigare a meciului fiind evadarea din cușcă și atingerea podelei cu ambele picioare. În unele companii meciul poate fi câștigat și prin pinfall sau submission. Acest meci este întâlnit mai ales în compania mexicană AAA.

### Triple Cage match
Triple Cage este un meci în care ringul este înconjurat de o cușcă peste care se află una mai mică, deasupra căreia se află una și mai mică, fiecare de înălțimi diferite, cea de jos e cea mai înaltă, iar cea de sus e cea mai puțin înaltă. Participanții încep meciul din cușca cea mai mare și avansează în cușca din mijloc în care se află diverse arme, câștigător fiind wrestlerul care ajunge pe acoperișul celei de-a treia cuști, reușește să ia un obiect suspendat deasupra acesteia, iese din cușca de jos, cu centura în mână și reușește să stea afară timp de trei secunde, bineânțeles cu centura la el. Un astfel de meci a apărut în filmul Ready to Rumble.

### Tower of Doom match
Tower of Doom este un meci care se desfășoară într-o cușcă folosită în cadrul meciurilor Triple Cage, cușca din mijloc fiind împărțită în două camere. Meciul este disputat între două echipe a câte cinci wrestleri, dintre care câte unul din fiecare echipă încep să lupte din cușca cea mai mică, avansând în următoarele cuști, urmându-i și ceilalți wrestleri. Ușile de la cuști sunt deschise și închise de către arbitri la un interval de două minute. Victoria poate fi obținută în momentul în care toți cei cinci membrii ai unei echipe au reușit să iasă din cușcă.

### Doomsday Cage match
Doomsday Cage este un meci în care ringul se află într-o cușcă cu trei etaje la fel de mari. Meciul este disputat între o echipă formată din doi wrestleri care pornesc de pe ultimul etaj al cuștii și luptă împotriva unei echipe formate din opt wrestleri pentru a ajunge în ring, unde pot obține victoria doar prin pinfall. Foarte multă lume confundă acest meci cu cel menționat mai sus, în ciuda faptului ca acestea sunt două meciuri total diferite.

### Chamber of Horrors match
Chamber of Horrors este un meci fara reguli, în care ringul este înconjurat de o Thundercage, iar în ring se află o altă cușcă mai mică în care este poziționat un scaun electric. Meciul este disputat între două echipe, iar victoria poate fi obținută prin imobilizarea adversarului pe scaun și pornirea curentului electric, care este prea puțin intens pentru a răni grav pe cineva. Acest meci a avut loc o singură dată pâna acum.

### Final Wars Brawl match
Final Wars Brawl este un meci care se desfășoară într-o cușcă de metal și are o durată de 30 de minute. La intervale regulate de timp, alți wrestleri intră în ring și intervin în luptă, ajutându-l pe unul din cei doi competitori, dar în acest meci fiecare este pentru el, iar un wrestler poate fi eliminat prin pinfall. Ultimii rămași în ring la expirarea timpului se vor lupta într-un alt meci pentru a putea fi desemnat un câștigător.

### War Games match
War Games sau The Match Beyond este un meci care presupune existența a două ringuri înconjurate de o cușcă de oțel cu acoperiș, în care se confruntă două sau trei echipe de wrestleri. Meciul începe cu câte un membru al fiecărei echipe prezent în ring. La intervale regulate de timp, în ring intră aleatoriu câte un wrestler. În momentul când toți wrestlerii sunt în cușcă, este declarată câștigătoare prima echipă care reușește să învingă un membru al unei echipe adverse prin pinfall sau submission. În Extreme Championship Wrestling meciul a fost cunoscut sub denumirea de Ultimate Jeopardy Match.

### Lethal Lockdown match
Lethal Lockdown este un meci asemănător cu meciul War Games disputat în WCW, care constă într-un singur ring înconjurat de o cușcă metalică, în care se luptă două echipe de wrestleri. Sistemul de intrare al participanților este același ca și la meciul War Games, sunt permise folosirea obiectelor străine, iar victoria poate fi obținută prin pinfall. Acest tip de meci a devenit confruntarea principală a pay-per-view-ului TNA Lockdown, desfășurat în luna aprilie a fiecărui an.

### Xscape match
Xscape este un meci asemănător cu Lethal Lockdown, la care iau parte între patru și șase wrestleri. Meciul se desfășoară în două etape. Într-o primă fază, wrestlerii sunt eliminați prin pinfall, învinșii părăsind cușca. Eliminările continuă până când în ring rămân doi wrestleri, moment în care începe cea de-a doua fază a meciului. Dintre cei doi wrestleri rămași este declarat câștigător primul wrestler care reușește să iasă din cușcă.

### Exploding Cage Death match
Exploding Cage este un meci care se desfășoară într-o cușcă metalică, fără acoperiș, înaltă de 3 metri, făcută de obicei din sârmă ghimpată. Meciul nu are reguli, așa că folosirea armelor este permisă. După o anumită perioadă de timp, un detonator de lângă cușcă se declanșază și face ca cușca să explodeze. Meciul poate fi continuat și după explozie, iar victoria poate fi obținută prin pinfall. Acest meci poate fi văzut în compania japoneză FMW.

### Electric Barbed Wire Cage Death match
Electric Barbed Wire Cage este un meci care se desfășoară într-o cușcă făcută din sârmă ghimpată, fără acoperiș, înaltă de 3 metri. Meciul nu are reguli, dar, cu toate acestea, nu există nici o armă în meci. Cușca este electrificată, așa că la simpla atingere a ei se formează un arc electric, care cauzează mici arsuri wrestlerilor. Meciul poate fi disputat între doi wrestleri, iar victoria poate fi obținută doar prin pinfall. Acest meci poate fi văzut în compania japoneză FMW.

### Octogonal Cage Explosion Time Bomb Death match
Octogonal Cage Explosion Time Bomb este un meci care se desfășoară într-o cușcă octogonală, făcută din panouri de sârmă, fără acoperiș, înaltă de 2 metri. Meciul fără reguli poate fi disputat între doi sau mai mulți wrestleri. Cușca electrificată este conectată la un detonator care se declanșază după o anume perioadă de timp și face ca cușca să explodeze. După explozie meciul poate continua, iar victoria poate fi obținută doar prin pinfall. Acest meci poate fi văzut în compania japoneză FMW.

## Meciuri tag team (pe echipe)
În general, majoritatea meciurilor single pot fi adaptate și folosite în meciuri tag team (pe echipe). Există însă și meciuri special concepute pentru echipe, prezentate separat în articolul  dedicat meciurilor pe echipe.

## Meciuri cu participanți multiplii

### Meciuri fără eliminări
Cel mai uzual exemplu pentru un meci fără eliminări (sau un basic non-elimination match) este 
Triple Threat Match, în care trei wrestleri se luptă într-un meci obișnuit de wrestling. Unele 
promoții folosesc pentru acest tip de meci și denumirea de Three-Way Dance. Un Fatal Four-Way Match este un meci asemănător, dar care se desfășoară între patru wrestleri.
Aceste tipuri de meciuri pot fi folosite în anumite situații pentru a-l deposeda pe un wrestler de 
titlul pe care îl deține, evitând riscul de a-i "slăbi" imaginea.

#### Triangle match
Un Triangle match combină elemente ale meciurilor de tag team și ale celor cu participanți 
multiplii. Meciul este disputat de trei wrestleri, dintre care doar doi se află în ring și se luptă. 
Al treilea wrestler stă în afara ringului și așteaptă să facă tag-ul cu unul din cei doi competitori 
din ring. Deși tag-ul poate fi o soluție pentru a-și trage răsuflarea după luptă, timpul petrecut în 
afara ringului poate să-l coste pe wrestler, deoarece meciul nu poate fi câștigat decât de către de 
wrestlerii care se află în ring.
Acest tip de meci există și în varianta de patru (Four Corners March), șase (Six Pack Challenge) sau opt participanți, în toate cazurile doar doi wrestleri rămânând în ring, ceilalți fiind postați în afara acestuia.     

#### Six-man Mayhem
Six-Man Mayhem este un tip de meci întâlnit în promoția Ring of Honor. Diferența dintre 
acest tip de meci și un "Triangle match" este că schimbarea wrestlerilor din ring nu este 
condiționată de tag. Odată ce un competitor iasă din ring, oricare din wrestlerii de pe margine 
poate intra în luptă. WWF a găzduit un astfel de meci pentru titlul WWF în septembrie 1999, numindu-l Six Pack Match.

### Meciuri cu eliminări
Cele mai multe meciuri cu participanți multiplii sunt meciurile prevăzute cu eliminări. Startul 
acestor meciuri diferă : există unele meciuri în care toți participanții sunt prezenți în ring încă 
de la începutul meciului și există meciuri care încep cu doi wrestleri în ring, restul participanților intrând la intervale regulate de timp.
Cel mai uzual exemplu de meci prevăzut cu eliminări este Three Way Dance, în care primul 
wrestler învins prin pinfall, submission sau countout părăsește ringul, lupta transformându-se mai 
apoi într-un meci clasic de wrestling. Acest tip de meci este considerat o specialitate a federației 
Extreme Championship Wrestling. Meciul poate fi disputat și între patru competitori, caz în care 
poartă denumirea de Four-Way Dance sau Fatal Four-Way Elimination Match.

#### Battle Royal
Un Battle Royal este un meci în care wrestlerii sunt eliminați prin aruncarea peste coarda 
superioară a ringului, ambele picioare trebuind să atingă suprafața din jurul ringului.

### Football Classic match
În apropierea ringului sunt poziționate două cuști, în fiecare din ele fiind închis câte un manager 
al unui wrestler cu câte un obiect străin, cheia cuștilor aflându-se lipită de o minge de fotbal american. Două echipe de wrestleri încearcă să intre în posesia mingii pentru a lua cheia și a 
deschide cușca propriului manager. Odată ce managerul este eliberat, echipa poate folosi arma 
deținută de acesta în lupta cu ceilalți wrestleri. Pentru a obține mingea, echipa trebuie să atace 
wrestlerii care dețin mingea la momentul respectiv.

### Gauntlet match
Un Gauntlet match este de fapt o serie rapidă de meciuri între doi participanți. Meciul începe 
cu confruntarea dintre doi wrestleri. În momentul când unul din ei pierde, în ring își face apariția 
un alt wrestler care se luptă cu cel rămas și așa mai departe. Victoria este obținută de ultimul 
wrestler rîmas neînvins. Acest tip de meci a fost foarte folosit la începutul anilor 90 în World Championship Wrestling, unde a primit porecla de Slobber Knocker.
Pentru a denumi acest tip de meci se mai folosesc și termenii de Turmoil Match și Tag Team Turmoil (caz în care este vorba de meciuri pe echipe).

#### Bra & Panties Gauntlet match
Acest tip de meci poate fi considerat varianta feminină a unui Gauntlet match, cu diferența că 
eliminarea participantelor se face nu prin pinfall, ci prin dezbrăcarea ei de sutien și lenjerie 
intimă.

## Meciuri în serie

### Beat the Clock match
Beat the Clock match reprezintă o serie de meciuri clasice 1 vs. 1 între diferiți wrestleri. 
Este declarat câștigător wrestlerul care reușește să obțină victoria în cel mai scurt timp.

### Three Strikes, You're Out!
Meciul Three Strikes, You're Out! (deseori denumit simplu Three Strikes) reprezintă un 
meci în care wrestlerii trebuie să obțină trei victorii prin trei metode specificate în prealabil, 
într-o anumită ordine. De obicei, cele trei metode specificate de obținere a victoriei sunt prin 
pinfall, prin submission și prin knockout, meciul desfășurându-se fără descalificări. Uneori se 
instituie o limită de timp pentru obținerea fiecărei victorii.
În WWE, meciul este cunoscut sub denumirea de Three Stages of Hell.

### Two out of three falls
Pentru a câștiga un meci de tipul Two out of three falls, un wrestler trebuie să-și învingă 
adversarul (prin pinfall, submission sau 
descalificare) de două ori. Aceste meciuri au o lungă istorie în 
wrestling, fiind folosite mai ales în federațiile din Mexic.In wwe exemple de astfel de meciuri sunt:meciul dintre Daniel Bryan si Sheamus de la Extreme Rules 2012 si meciul dintre Cesaro si Dolph Ziggler de la Hell in a Cell 2014.

## Meciuri hardcore/extreme

### 200 Lighttubes match
200 Lighttubes Match este un meci foarte violent și spectaculos. În interiorul și exteriorul 
ringului sunt prezente 200 de tuburi de neon care pot fi folosite ca armă în timpul luptei. 
Meciul se desfășoară fără descalificări și este întâlnit doar în federațiile extreme, cum ar fi 
Combat Zone Wrestling

### 10,000 Thumbtacks death match
Este un meci în care în ring sunt împrăștiate 10,000 de pioneze, care pot fi folosite ca arme. 
Victoria poate fi obținută prin pinfall sau submission. O variantă a acestui meci este Thumbtacks Ladder Match, care este un Ladder match clasic, în ring fiind împrășitate pioneze.

### Barbed wire match
Un meci de tipul Barbed wire este un meci în care este folosită sârma ghimpată. Acest tip de 
meci cunoaște diferite variații, în funcție de rolul și modul în care este folosită sârma în 
desfășurarea luptei.

### Barefoot Thumbtack match
Ambii wrestleri sunt desculți iar în mijocul ringului este așezată o cutie cu pioneze.

### Beds of (Objects) death match
Un meci hardcore în care sunt prezente paturi pe care sunt așezate pioneze, cuie, sârmă ghimpată, 
cioburi de sticlă sau neoane.

### Canadian Death match
Un meci single care poate fi câștigat fie prin submission, fie prin knockout. Meciul se desfășoară 
fără descalificări, iar countout-ul este exclus datorită existenței în afara ringului a altor 
wrestleri care se asigură că cei doi oponenți nu vor părăsi ringul.

### Crisis Big Born death match
Este un meci din federația japoneză Big Japan Pro Wrestling ce combină elemente din mai multe 
tipuri de meciuri. Lupta se duce între două echipe de wrestleri care sunt urcați pe o schelă 
deasupra ringului, care este acoperit cu o plasă din sârmă ghimpată. După ce toți wrestlerii cad de 
pe schelă, sârma ghimpată este îndepărtată, în ring rămânând o cutie plină cu scorpioni și multe 
pioneze. Este permisă utilizarea în luptă a oricăror obiecte străine (neoane, săbii, bâte, 
fierăstraie, etc). Meciul poate fi câștigat fie prin submission, fie prin introducerea capului 
adversarului în cutia cu scorpioni timp de 10 secunde.

### Circus Top High Tower death match
Meciul presupune existența în apropierea ringului a unei schele pe care sunt urcați wrestlerii. De 
corzile ringului este prinsă o plasă din sârmă ghimpată, singurul mod de a câștiga această întâlnire 
fiind efectuarea unui pinfall pe plasa de sârmă ghipată.

### Clockwork Orange House of Fun match
Un meci single în care deasupra ringului sunt agățate cu ajutorul unor lanțuri diverse arme. 
Folosirea acestora este legală, meciul putând fi câștigat prin pinfall, efectuat în ring sau în zona 
din jurul ringului. Meciul a fost creat de Raven și mai poate fi întâlnit sub 
denumirile de Raven's House Of Fun, Bowery Death Match sau Holler Match.

### Crocodile death match
Este un deathmatch clasic în care învinsul trebuie să se lupte cu un crocodil.

### Desert death match
Ringul este înconjurat de cactuși iar în interiorul acestuia se află un recipient cu 
scorpioni. Meciul este câștigat prin introducerea capului adversarului în cutia cu scorpioni timp de 
10 secunde.

### East Coast Thumbtack death match
O versiune a meciului 10,000 thumbtacks deathmatch, în acest meci se află 177,000 de pioneze puse în 
ring. Primul meci de acest tip a avut loc între Ian Rotten și Messiah.

### Explosion match
Corzile ringului sunt înlocuite cu sârmă ghimpată, iar o suprafață din sârmă ghimpată este plasată 
în ring, împreună cu mică cantitate de exploziv C-4. Învinsul este wrestlerul aruncat în aer. În 
altă variantă a meciului, victoria e obținută prin pinfall sau submission și explozibilul servește 
ca armă.

### Firestone death match
Ringul este încercuit cu radiatoare legate cu sârmă ghimpată. Meciul se câștigă prin submission, sau 
când unul din adversari leșină.

### First Blood match
Un First Blood match" este un meci de tip hardcore în care este declarat câștigător 
wrestlerul care reușește primul să-și facă adversarul să sângereze. Săngerările sunt rareori reale, 
fiind provocate de cele mai multe ori în urma unui blading.In wwe au avut loc mai multe astfel de meciuri un exemplu este meciul dintre JBL si John Cena.

### Last Man Standing match
"Last Man Standing match" este un meci de tip hardcore în care singura modalitate de 
obținere a victoriei este prin knockout. La fel ca și într-un meci de box, knockout-ul este 
declarat atunci când luptătorul căzut la podea nu răspunde în timp util numărătorii până la zece a 
arbitrului.
Un meci asemănător este Texas Death Match, în care înainte de a începe numărătoarea pentru 
knockout, wrestlerul căzut trebuie supus unui pinfall.

### Monster's Ball match
Un Monster's Ball match este un meci hardcore fără descalificări disputat între trei sau 
patru wrestleri. A fost organizat până acum de către Total Nonstop Action Wrestling, numele 
provenind de la filmul Monster's Ball, apărut în anul 2001.
Meciul prevede ca participanții să fie închiși într-o încăpere timp de 24 de ore, fiind privați de 
apă, hrană și lumină. După această perioadă în care agresivitatea este adusă la cote extreme, 
wrestlerii sunt eliberați și iau parte la meciul propriu-zis de wrestling. Folosirea obiectelor 
străine pe parcursul meciului este încurajată; victoria poate fi obținută de primul wrestler care 
reușește să-și învingă un adversar prin pinfall sau submission.

### Sadistic Madness
Acest meci este caracteristic federației Total Nonstop Action Wrestling. Pentru a putea învinge 
prin pinfall, wrestlerul trebuie mai întâi să-și facă adversarul să sângereze.
Un pin executat asupra unui oponent care nu sângerează nu este valabil. De obicei, înainte de a 
încerca pinfall-ul, toți participanții ajung să sângereze.

### Piranha death match
Un rezervor cu pești pirahna este pus în mijlocul ringului, care este înconjurat de sârmă 
ghimpată. Meciul poate fi câștigat prin introducerea capului oponentului în rezervorul cu pești timp 
de 10 secunde.

### Taipei death match
Pumnii wrestlerilor sunt bandajați și unși cu lipici, după care sunt scufundați într-un recipient cu 
cioburi de sticlă. Meciul este unul clasic de wrestling. Unul din cele mai cunoscute meciuri de 
acest tip s-a desfășurat în Extreme Championship Wrestling la evenimentul Hardcore Heaven din 1995.

### Unlucky 13
Este un meci inventat de Ian Rotten, în care pentru a câștiga, un wrestler trebuie să capseze pe 
corpul oponentului său cel puțin șapte din treisprezece bancnote.